# Досталь Микола Миколайович
Миколай Миколайович Досталь (21 травня 1946, Москва — 18 січня 2023) — радянський і російський кінорежисер, сценарист і актор. Народний артист Російської Федерації (2008) .

## Біографія
Народився 21 травня 1946 року в Москві, в сім'ї кінорежисера Миколи Володимировича Досталя та персіянки Джахантаб Сарафі, віолончелістки з громади бахаї в Ашхабаді . Пасинок Наталії Андросової (уродженої князівни Іскандер) — праправнучки Миколи I, останньої з родини Романових, що залишилися в СРСР та пострадянській Росії. Брат продюсера Володимира Досталя.
У 1970 році закінчив факультет журналістики МГУ, у 1972 році — Вищі курси сценаристів і режисерів (майстерня Георгія Данелії).
Зйомки останнього фільму М. Досталя «Чернець та біс» (2016) проходили частково на території анексованого РФ Криму у 2015 році. Ім'я режисера було занесено до бази даних центру «Миротворець».
Помер 18 січня 2023 року.

## Творчість

### Режисер
- 1981 — Очікуються похолодання та сніг
- 1985 — Людина з акордеоном
- 1987 — Шура і Просвірняк
- 1989 — Я в повному порядку
- 1990 — Хмара-рай
- 1992 — Маленький гігант великого сексу
- 1995 — Дрібний біс
- 1997 — Поліцейські та злодії
- 1999 — Росія. XX століття. Погляд на владу
- 2001 — Громадянин начальник (ТВ)
- 2003 — Стилет (ТВ)
- 2004 — Штрафбат (ТВ)
- 2005 — Коля — перекоти поле
- 2007 — Заповіт Леніна (ТВ)
- 2009 — Петя по дорозі в Царство Небесне
- 2011 — Розкол (ТВ)
- 2016 — Чернець та біс

### Сценарист
- 1987 — Шура і Просвірняк
- 1989 — Я в повному порядку
- 1992 — Маленький гігант великого сексу
- 1997 — Поліцейські та злодії
- 2005 — Коля — перекоти поле
- 2006 — Чарівність зла

### Актор
- 1964 — До побачення, хлопчики — Саша Кригер
- 1967 — Морські розповіді — Хозе-Мария Дамец
- 1970 — Розплата — Резо
- 1971 — Їхали в трамваї Ільф і Петров — член комиссии в цирке
- 1972 — Людина на своєму місці — Юра, студент-архитектор

### Другий режисер
- 1975 — Не може бути!
- 1972 — Небезпечний поворот

## Визнання та нагороди
- 1991 — «Кінотавр». Приз «За руйнування бар'єру між фільмами для всіх та кіно для обраних» — «Хмара-рай»
- 1991 — Кінофестиваль у Локарно . Приз Срібний леопард — «Хмара-рай»
- 1991 — Кінофестиваль у Локарно. Приз екуменічного журі — «Хмара-рай»
- 1991 — Кінофестиваль у Локарно. Приз ФІПРЕССІ (Міжнародна асоціація кінопреси) — «Хмара-рай»
- 1991 — Кінофестиваль у Локарно. Приз CICAE (Міжнародна конфедерація кіномистецтва) — «Хмара-рай»
- 1991 — Другий Міжнародний Кінофестиваль європейського кіно (Франція, м. Ля Біль). Гран-прі — «Хмара-рай»
- 1992 — «Золотий овен» Приз Російської кінопреси «Відкриття року» — «Хмара-рай»
- 1997 — Звання Заслужений діяч мистецтв Російської Федерації[5] .
- 2005 — «ТЕФІ» в номінації «Телевізійний художній серіал» — «Штрафбат»
- 2005 — 13-й Кінофестиваль «Віват кіно Росії» (Санкт-Петербург) Кращий телевізійний фільм — «Штрафбат»[6]
- 2005 — «10 Фестиваль Кіно та телебачення» за найкращий телесеріал (Швейцарія, м. Женева) — «Штрафбат»[6]
- 2005 — Міжнародний фестиваль військового кіно ім. Ю. Озерова" (м. Чебоксари) Приз «Золотий меч» за найкращий телесеріал — «Штрафбат»[6]
- 2005 — Московський міжнародний телевізійно-театральний фестиваль «Цей день Перемоги» Приз за найкращий телесеріал — «Штрафбат»[6]
- 2005 — «Золота тура» — за найкращий ігровий фільм на кінофестивалі «Вікно в Європу» — «Коля — перекоти поле»
- 2005 — Кінофестиваль «Усміхнися Росія». Головний приз — «Коля — перекоти поле»
- 2007 — Премія міста Москви 2007 року в галузі мистецтва — «Коля — перекоти поле»
- 2008 — Звання Народний артист Російської Федерації
- 2008 — Спеціальний приз Ради Академії «Ніка» «За творчі досягнення в мистецтві телевізійного кінематографа» — «Заповіт Леніна»
- 2008 — Премія «Золотий орел» за найкращий телевізійний серіал (більше 10 серій) — «Заповіт Леніна»
- 2007 — «ТЕФІ» в номінації «Телевізійний художній серіал» — «Заповіт Леніна»
- 2009 — 31-й Московський міжнародний кінофестиваль . Гран-прі «Золотий Святий Георгій» — «Петя дорогою в Царство Небесне»
- 2012 — Спеціальний приз Ради Академії « Ніка» «За творчі досягнення в мистецтві телевізійного кінематографа» — за фільм «Розкол»
- 2016 — 38-й Московський Міжнародний Кінофестиваль. Приз Федерації кіноклубів Росії. Найкращий фільм російських програм за результатами рейтингового голосування — «Монах і біс»
- 2016 — Кінофестиваль історичного кіно «Віче» (Великий-Новгород) Гран-прі — «Монах і біс»
- 2016 — 14-й Кінофестиваль «Покров» (м. Київ) Гран-при — «Монах і біс»
- 2016 — Орден Української Православної Церкви св. Миколи Чудотворця
- 2017 — 25-й Кінофестиваль «Віват кіно Росії» (Санкт-Петербург) Приз за режисуру — «Монах і біс»
- 2017 — 12-й Міжнародний православний Стрітенський кінофестиваль «Зустріч» (м. Обнінськ) Гран-прі — «Монах і біс»